# M3 (бронетранспортёр)
M3 (англ. Half-Track Personnel Carrier M3) — полугусеничный бронетранспортёр США периода Второй мировой войны.
Создан в 1940—1941 годах параллельно с почти идентичным ему по конструкции полугусеничным бронированным артиллерийским тягачом M2. Серийное производство M3 продолжалось с 1941 по 1944 год, всего выпущено 26270 бронетранспортёров М3, M5 и M9 разработки фирмы Интернэйшнл харвестер (International Harvester Company) и не считая почти пятнадцати тысяч машин специального назначения на их базе.
Во время Второй мировой войны M3 и машины на его базе в значительных количествах поставлялись союзникам США по ленд-лизу, немалое количество бронетранспортёров продано другим странам и в послевоенное время. Хотя почти во всех странах, использовавших M3, он снят с вооружения, на 2007 год отдельные страны всё ещё имеют бронетранспортёры этого типа в армиях.

## История производства
Бронетранспортеры выпускали четыре фирмы:
Autocar: М3 (1941 — 3585, 1942 — 921, 1943 — 1992), М3А1 (1943 — 300), M3/M3A1 75mm GMC, T28E1 CGMC, M15/M15A1 CGMC.
Diamond T Motor Car Company: М3 (1941 — 1087, 1942 — 3985, 1943 — 3581), М3А1 (1943 — 1737, 1944 — 825), T19 105mm HMC, T48 57mm GMC.
White Motor Company: М3 (1941 — 100, 1942 — 53), М4/М4А1 MMC, М21 MMC, T30 75mm HMC, T10E1 MGMC, M13 MGMC, M16 MGMC.
International Harvester: М5, М5А1, М9, М9А1, M14 MGMC, M17 MGMC.
| Год   | Модель | 1     | 2     | 3     | 4     | 5     | 6     | 7     | 8     | 9     | 10    | 11    | 12    | Всего   |
| ----- | ------ | ----- | ----- | ----- | ----- | ----- | ----- | ----- | ----- | ----- | ----- | ----- | ----- | ------- |
| 1941  | М3     |       |       |       |       | 1     | 4     | 213   | 270   | 239   | 330   | 382   | 420   | 1859    |
| 1942  | М3     | 408   | 355   | 192   | 198   | 301   | 390   | 496   | 500   | 474   | 482   | 423   | 740   | 4959    |
| 1942  | М5     |       |       |       |       |       |       |       |       |       |       |       | 152   | 152     |
| 1942  | Всего  | 408   | 355   | 192   | 198   | 301   | 390   | 496   | 500   | 474   | 482   | 423   | 892   | 5111    |
| 1943  | М3     | 259   | 319   | 275   | 503   | 760   | 834   | 928   | 948   | 855   |       |       |       | 5681*   |
| 1943  | М3А1   |       |       |       |       |       |       |       |       |       | 838   | 600   | 599   | 2037    |
| 1943  | М5     | 283   | 294   | 331   | 401   | 412   | 500   | 750   | 750   | 752   |       |       |       | 4473    |
| 1943  | М5А1   |       |       |       |       |       |       |       |       |       | 628   | 731   | 500   | 1859    |
| 1943  | М9     |       | 1     |       | 150   | 260   | 400   | 405   | 406   | 404   |       |       |       | 2026    |
| 1943  | М9А1   |       |       |       |       |       |       |       |       |       | 599   | 50    | 758   | 1407    |
| 1943  | Всего  | 542   | 614   | 606   | 1054  | 1432  | 1734  | 2083  | 2104  | 2011  | 2065  | 1381  | 1857  | 17483   |
| 1944  | М3А1   | 483   | 342   |       |       |       |       |       |       |       |       |       |       | 825     |
| 1944  | М5А1   | 365   | 235   | 500   |       |       |       |       |       |       |       |       |       | 1100    |
| 1944  | Всего  | 848   | 577   | 500   |       |       |       |       |       |       |       |       |       | 1925    |
| Итого | Итого  | Итого | Итого | Итого | Итого | Итого | Итого | Итого | Итого | Итого | Итого | Итого | Итого | 26378** |

*108 из них были получены путем переоборудования Т30 75 mm HMC
**Фактически произведено 26270 машин.
Кроме того на шасси бронетранспортеров выпускалось несколько видов самоходных установок различного назначения.
| Год   | Модель           | 1     | 2     | 3     | 4     | 5     | 6     | 7     | 8     | 9     | 10    | 11    | 12    | Всего     |
| ----- | ---------------- | ----- | ----- | ----- | ----- | ----- | ----- | ----- | ----- | ----- | ----- | ----- | ----- | --------- |
| 1941  | М4 MMC           |       |       |       |       |       |       |       | 1     |       |       |       |       | 1         |
| 1941  | М3 75 mm GMC     |       |       |       |       |       |       |       | 61    | 25    |       |       |       | 86        |
| 1941  | Всего            |       |       |       |       |       |       |       | 62    | 25    |       |       |       | 87        |
| 1942  | М4 MMC           |       |       | 278   |       |       |       |       |       | 74    | 219   |       |       | 571       |
| 1942  | М3А1 75 mm GMC   |       | 1     | 150   | 229   | 274   | 178   | 49    | 112   | 139   | 119   | 90    | 9     | 1350      |
| 1942  | Т48 57mm GMC     |       |       |       |       |       |       |       |       |       |       |       | 50    | 50        |
| 1942  | Т19 105 mm HMC   |       | 1     | 38    | 136   | 149   |       |       |       |       |       |       |       | 324       |
| 1942  | Т30 75 mm HMC    |       | 50    | 94    | 168   |       |       |       |       |       |       | 188   |       | 500       |
| 1942  | М14 MGMC         |       |       |       |       |       |       |       |       |       |       |       | 5     | 5         |
| 1942  | Т28Е1 CGMC (М15) |       |       |       |       |       |       | 20    | 60    |       |       |       |       | 80        |
| 1942  | Всего            |       | 52    | 560   | 533   | 423   | 178   | 69    | 172   | 213   | 338   | 278   | 64    | 2880      |
| 1943  | М4А1 MMC         |       |       | 100   | 186   | 82    | 75    | 75    | 82    |       |       |       |       | 600       |
| 1943  | М3А1 75 mm GMC   | 291   | 150   | 250   | 75    |       |       |       |       |       |       |       |       | 766       |
| 1943  | Т48 57mm GMC     | 174   | 250   | 200   | 250   | 38    |       |       |       |       |       |       |       | 912       |
| 1943  | М13 MGMC         | 105   | 485   | 239   | 274   |       |       |       |       |       |       |       |       | 1103      |
| 1943  | М14 MGMC         |       |       |       | 186   | 518   | 409   | 494   | 1038  |       |       |       |       | 1600      |
| 1943  | М16 MGMC         |       |       |       |       | 518   | 409   | 494   | 1038  | 439   | 480   | 575   | 352   | 2891*     |
| 1943  | М17 MGMC         |       |       |       |       |       |       |       |       |       |       |       | 400   | 400       |
| 1943  | M15 CGMC         |       | 227   | 272   | 101   |       |       |       |       |       |       |       |       | 600       |
| 1943  | M15A1 CGMC       |       |       |       |       |       |       |       |       |       | 100   | 500   | 452   | 1052      |
| 1943  | Всего            | 570   | 1112  | 1061  | 1072  | 638   | 484   | 569   | 1120  | 439   | 580   | 1075  | 1204  | 9924      |
| 1944  | М21 MMC          | 50    | 50    | 10    |       |       |       |       |       |       |       |       |       | 110       |
| 1944  | Т10Е1            |       |       | 110   |       |       |       |       |       |       |       |       |       | 110       |
| 1944  | М16 MGMC         |       | 503   | 51    |       |       |       |       |       |       |       | 109   | 60    | 723       |
| 1944  | М17 MGMC         | 599   | 1     |       |       |       |       |       |       |       |       |       |       | 600       |
| 1944  | M15A1 CGMC       | 420   | 180   |       |       |       |       |       |       |       |       |       |       | 600       |
| 1944  | Всего            | 1069  | 734   | 171   |       |       |       |       |       |       |       | 109** | 60*** | 2143      |
| Итого | Итого            | Итого | Итого | Итого | Итого | Итого | Итого | Итого | Итого | Итого | Итого | Итого | Итого | 15034**** |

*Из них 568 переделаны из М13.
**Переделаны из Т10Е1.
***Переделаны из М13.
****Фактически произведено 14297 машин.
Всего, с мая 1941 по март 1944 года изготовили 53625 машин всех модификаций, включая M2.

## Описание конструкции
M3 имел классическую капотную автомобильную компоновку, с передним размещением моторно-трансмиссионного отделения, центральным — отделения управления и кормовым — десантного отделения. Штатный экипаж бронетранспортёрных модификаций, включавший десант, составлял 13 человек.

### Броневой корпус
M3 имел лёгкое противопульное бронирование. Корпус бронетранспортёра собирался из катаных листов поверхностно закалённой броневой стали, в основном толщиной 6,35 мм, за исключением лобового листа отделения управления, чья толщина составляла 12,7 мм. Форма корпуса в целом повторяла форму грузового автомобиля и не имела рациональных углов наклона. Борта и корма корпуса были вертикальными, лобовой лист моторного отделения, состоявший в основном из жалюзи воздухозаборника, имел наклон 26° к вертикали, а лобовой лист отделения управления — 25°. Крыша над десантным отделением и отделением управления отсутствовала, за исключением козырька над лобовой частью последнего, имевшего наклон 83°. Какого-либо бронирования днища бронетранспортёр не имел. Посадка и высадка экипажа осуществлялась в две двери в бортах отделения управления и дверь для десанта в кормовом листе корпуса.

### Вооружение
Пулемёт Браунинг M2HB калибра 12,7 мм. Смонтирован на станке M25 между сиденьями водителя и командира. 
Пулемёт Браунинг M1919A4 калибра 7,62 мм. Установлен на таком же станке в корме машины. 
Реактивный гранатомёт Базука. 
Возимый боекомплект: 700 патронов калибра 12,7 мм, 4000 патронов калибра 7,62 мм, 540 патронов калибра 9 мм, 22 гранаты, 26 противотанковых мин.

### Двигатель и трансмиссия
На бронетранспортёре установлен карбюраторный двигатель Уайт 160 AX. 
 Число/расположение цилиндров — 6/рядное 
рабочий объём — 6322,5 см³ 
мощность — 93,4 кВт (127 л.с.) при 3000 об/мин. 
 Трансмиссия: 4-х скоростная механическая, 2-х скоростной демультипликатор в одном блоке с раздаточной коробкой, однодисковое сухое сцепление с механическим приводом.

### Ходовая часть
В ходовой части используются автомобильные мосты «Тимкен». Ведущий передний мост Тимкен F-35-HX-1. Подвеска — рессорная совместно с гидравлическими амортизаторами (двумя). 
Гусеничный движитель — задний мост Тимкен 56410-BX-67, ведущие колёса — передние, направляющие колёса с натяжным механизмом — задние, один поддерживающий каток на борт, 4 сдвоенных обрезиненных опорных катка на борт, гусеница — резинометаллическая шириной 300 мм с грунтозацепами. Подвеска балансирная с буферными пружинами.

## Модификации
М3А1 — бронетранспортёр с турельной установкой с бронещитом М49 с пулемётом Браунинг M2HB. Монтировалась над сиденьем командира. 
М3А1Е1 — установлен дизельный двигатель. 
М3А1Е2 — установлена бронированная крыша боевого отделения. 
М3А1Е3 — бронетранспортёр с 37-мм противотанковой пушкой. 

М3А1 command car — машина управления с усиленным бронированием. 
М3А2 — разработан для замены бронетранспортёров М3, М3А1, М2, М2А1. Десантное отделение переоборудовано.

## Машины на базе М3
75-мм самоходное орудие М3 (выпущено 2202 шт.). На специальном лафете на коробчатом постаменте за отделением управления установлена пушка М1897А4 (модернизированный вариант французской 75-мм полевой пушки обр.1897 г.). Постамент приподнят, что позволяет вести огонь прямой наводкой. Некоторые изменения в конструкции по сравнению с базовой моделью бронетранспортёра М3:
- шарнирные петли в нижней части рамы лобовых окон для откидывания рамы на капот при стрельбе;
- в самой раме вверху вырезано углубление для большего угла наклона орудия;
- 2 топливных бака изменённой формы ёмкостью 113,4 л размещены в углах кормовой части боевого отделения на надгусеничных полках;
- на каждом борту и кормовой двери смонтированы по одному откидному сиденью для двух наводчиков и заряжающего;
- с середины боевой рубки и до кормовой стенки корпуса уровень пола значительно выше днища машины — под откидными панелями пола хранились ящики с выстрелами для орудия, запасные части, инструменты и личные вещи экипажа;
- фары с защитными решётками для движения в тёмное время суток размещены по обе стороны бронекапота и выполнены съёмными (так как при стрельбе фары выходили из строя, то перед стрельбой снимались).

Наведение орудия осуществляли 2 наводчика, которые располагались по обе стороны казённой части орудия. Правый наводчик наводил по вертикали, левый наводчик наводил по горизонтали. Место левого наводчика было оборудовано приводами для наведения в обеих плоскостях. Позже левый привод вертикальной наводки был ликвидирован.
Углы наведения орудия: по горизонтали сектор в 40° (19° влево и 21° вправо от продольной оси машины); по вертикали сектор от −10° до +29°. Откат орудия составлял 1,17 м, что требовало крайней внимательности заряжающего, чтобы не попасть под удар казённика. Максимальная дальность стрельбы бронебойным снарядом — 1000 м. Бронепробиваемость по нормали на расстоянии 900 м составляла 76 мм. Боекомплект — 59 выстрелов (фугасные, бронебойные, дымовые боеприпасы) располагались в боеукладке в пьедестале под лафетом орудия (16 выстрелов) и в индивидуальных цилиндрических транспортировочных контейнерах в ящиках в задней части боевого отделения (остальные). Стрельба по закрытым целям велась с помощью панорамного прицела М12А6. Для стрельбы прямой наводкой использовался телескопический прицел М33.
Боевой опыт применения машины на Филиппинах потребовал обеспечить более надёжную защиту орудийного расчёта. В результате штатный броневой щит орудия был заменён на изогнутый бронещит большого размера с крышей и боковыми экранами, которые образовывали открытую сзади неглубокую рубку.
Опыт применения самоходной пушки М3 в Северной Африке показал, что в качестве истребителя танков она никуда не годится. Низкая начальная скорость снаряда старого орудия делало траекторию полёта снаряда дугообразной, что превращало поражение движущейся цели в весьма проблематичное дело. Машины были выведены из состава противотанковых частей и использовались как средства огневой поддержки пехоты.
Т12 — первые 39 машин. Сохранён штатный бронещит 75-мм орудия. Использовались для обучения экипажей. Часть машин участвовала в боях на Филиппинах. 
Т30 — установлена 75-мм гаубица М8. Выпущено 500 самоходных гаубиц Т30. 
Т19 — установлена 105-мм гаубица М2А1. Выпущено 324 машины.
57-мм самоходное орудие Т48 — в десантном отделении установлено шестифунтовое орудие Mk.V. В 1942-1943 гг. выпущено 962 машины, из них 650 отправлены в Великобританию по программе ленд-лиза, а остальные 282 — переоборудованы в стандартные бронетранспортёры М3А1. В свою очередь британцы оставили на вооружении 30 шт., а остальные отправили в СССР, где машина получила обозначение СУ-57.
М4 — 81-мм самоходный миномёт. Выпущено 572 машины. 
М4А1 — 81-мм самоходный миномёт с усиленным днищем для стрельбы непосредственно из боевого отделения. Выпущено 600 машин. 
М21 — 81-мм самоходный миномёт с поворотным лафетом. Выпущено 110 машин. 
М13 — зенитная самоходная установка, вооружённая двумя 12,7 мм пулемётами Браунинг М2НВ. Выпущено 1103 машины.
Т10 — зенитная самоходная установка, вооружённая спаренной системой 20-мм пушек. Выпущено 110 машин. Все переоборудованы в М16.
Т28Е1 — зенитная самоходная установка, вооружённая 37-мм автоматической пушкой М1А2 и двумя 12,7-мм пулемётами водяного охлаждения. Выпущено 80 машин. 
М15 — зенитная самоходная установка, аналогичная Т28Е1, отличавшаяся круговым броневым прикрытием вооружения. Выпущено 600 машин. 
М15А1 — ЗСУ аналогична М15, использовалось шасси бронетранспортёра М3А1, применён другой прицел, внесены изменения в конструкцию комбинированной орудийной установки. Имеет более низкий силуэт и меньшую массу, чем М15. Выпущено 1652 машины. 
М16 — счетверённая ЗСУ, вооружённая 12,7-мм пулемётами Браунинг М2НВ. Состояла на вооружении зенитно-артиллерийских батальонов до 1950 года. Выпущено 3614 машин.
TCM-20 — израильский вариант ЗСУ на базе М3, вооружённый двумя 20мм автопушками Hispano-Suiza.
Zahlam M3 (Tager) — израильский носитель ПТУР на базе M3, вооружённый управляемыми ракетами Nord SS.11

## Эксплуатация и боевое применение
M3 был основным бронетранспортёром войск США во Второй мировой войне. В СССР поставлено по ленд-лизу 2. Иногда его путают с колёсным М3 Скаут Кар, который стал самым массовым и популярным бронетранспортёром Красной Армии. После окончания Второй мировой войны оставался на вооружении США до 1950-х годов, поставлялся странам-союзникам США по программам военной помощи. Использовался в войне в Корее, Алжире, Индокитае и в армии Израиля в войнах 1948, 1956, 1976 и 1982 годов
По состоянию на 2013 год 20 шт. всё ещё оставалось на вооружении Парагвая.

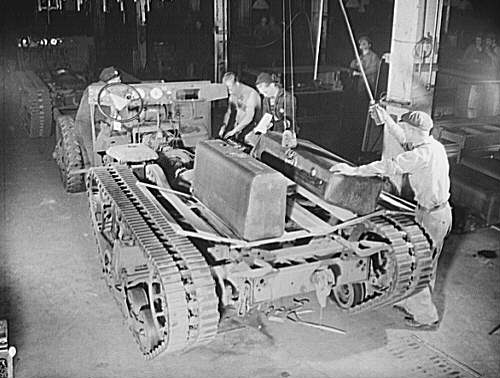
Шасси БТР без бронекорпуса
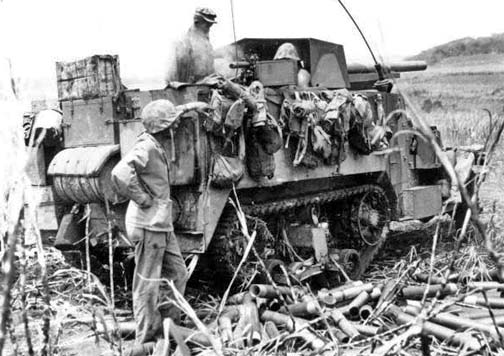
75-мм противотанковая САУ M3
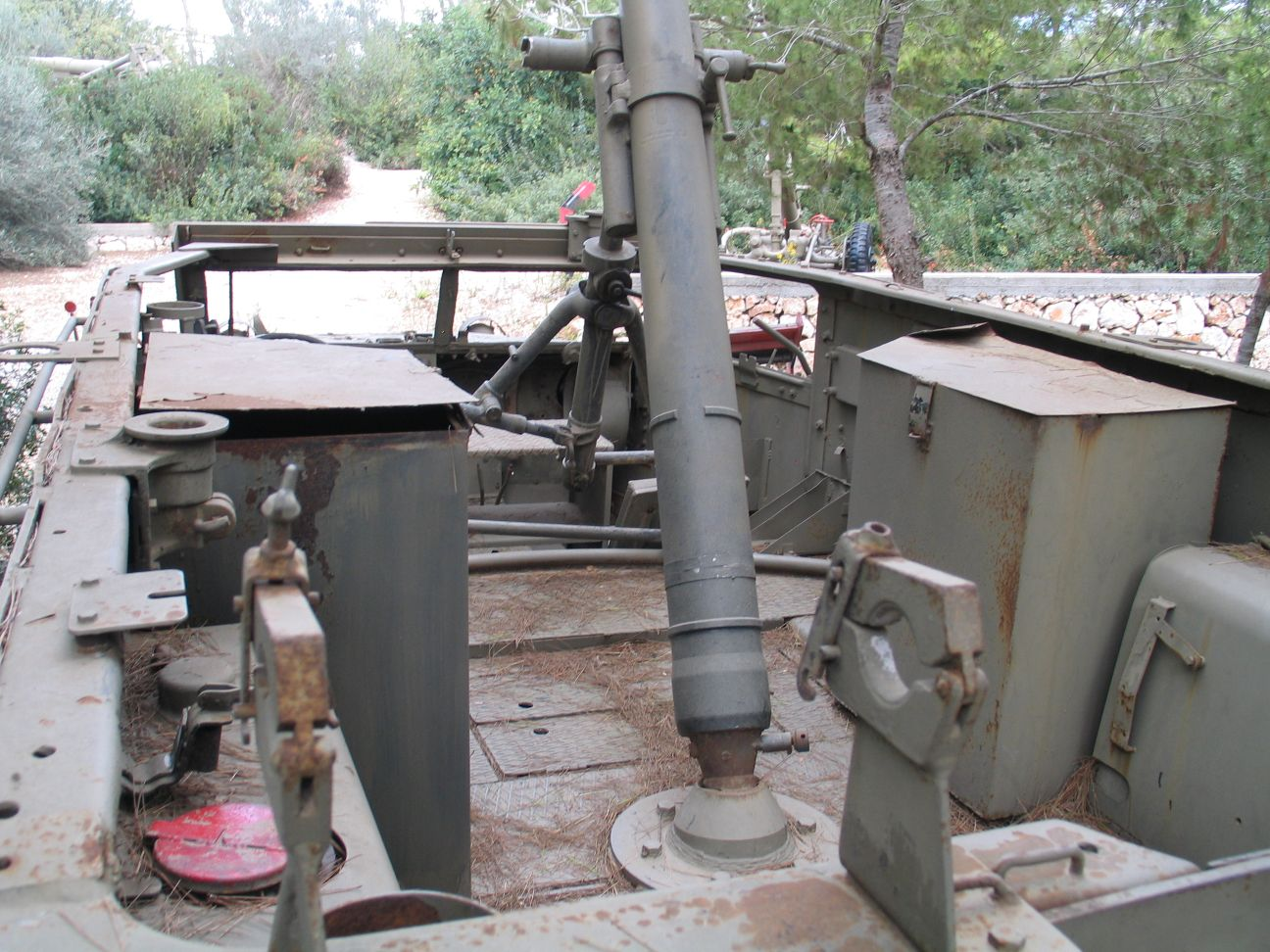
120-мм самоходный миномёт на базе M3
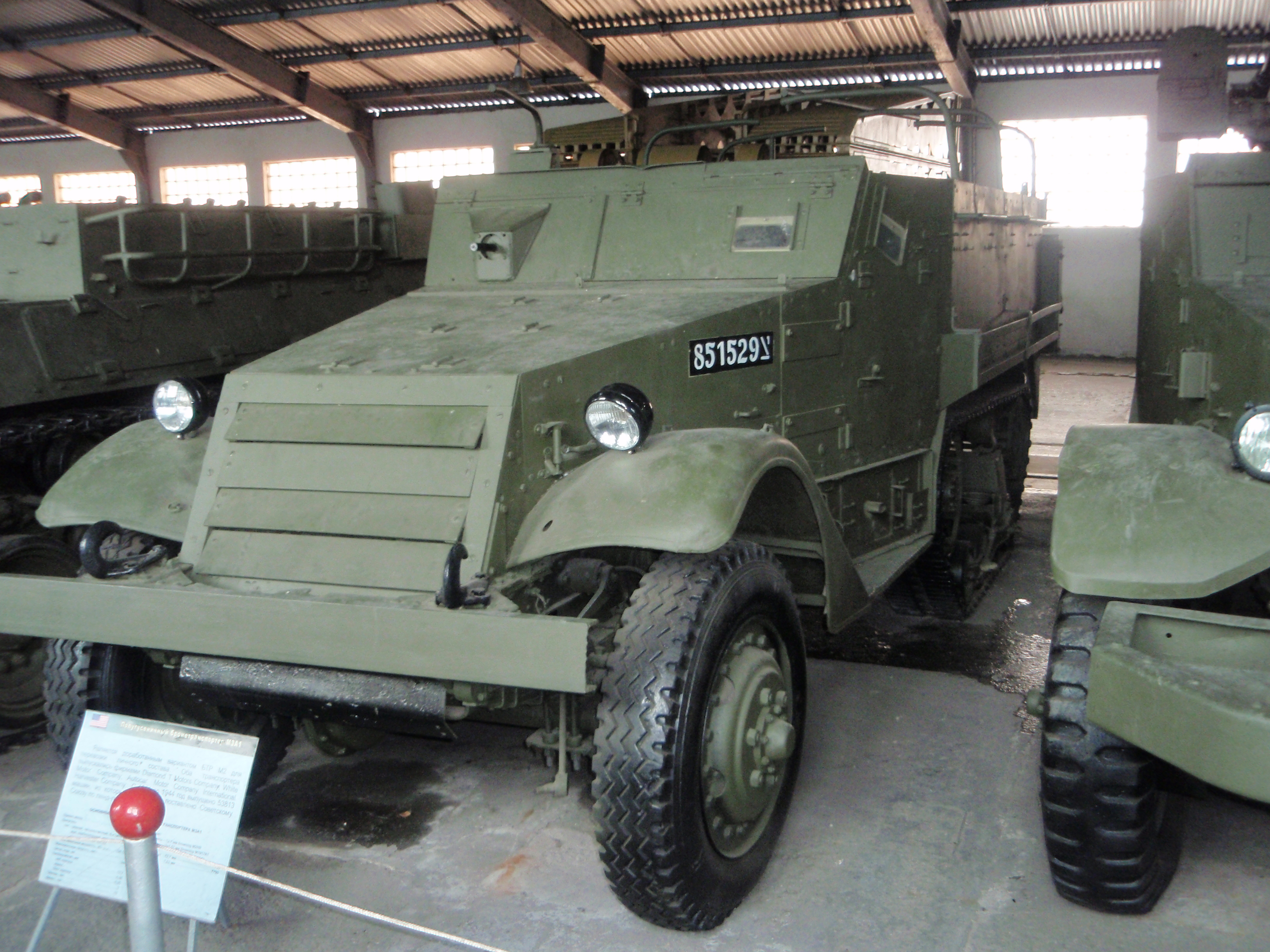
Бронетранспортёр M3A1 в музее в Кубинке
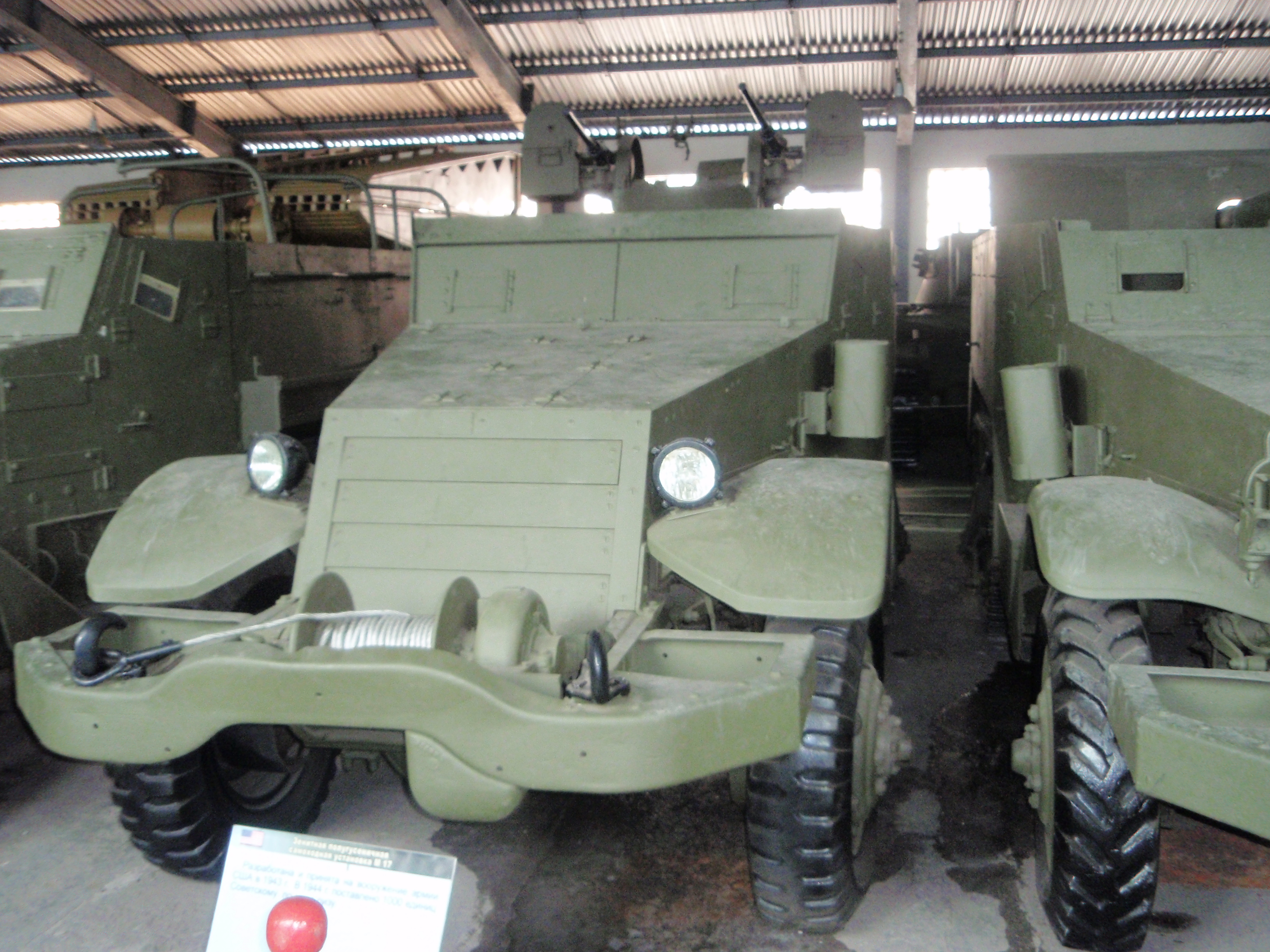
Полугусеничная ЗСУ M17 на базе M3 в Кубинке
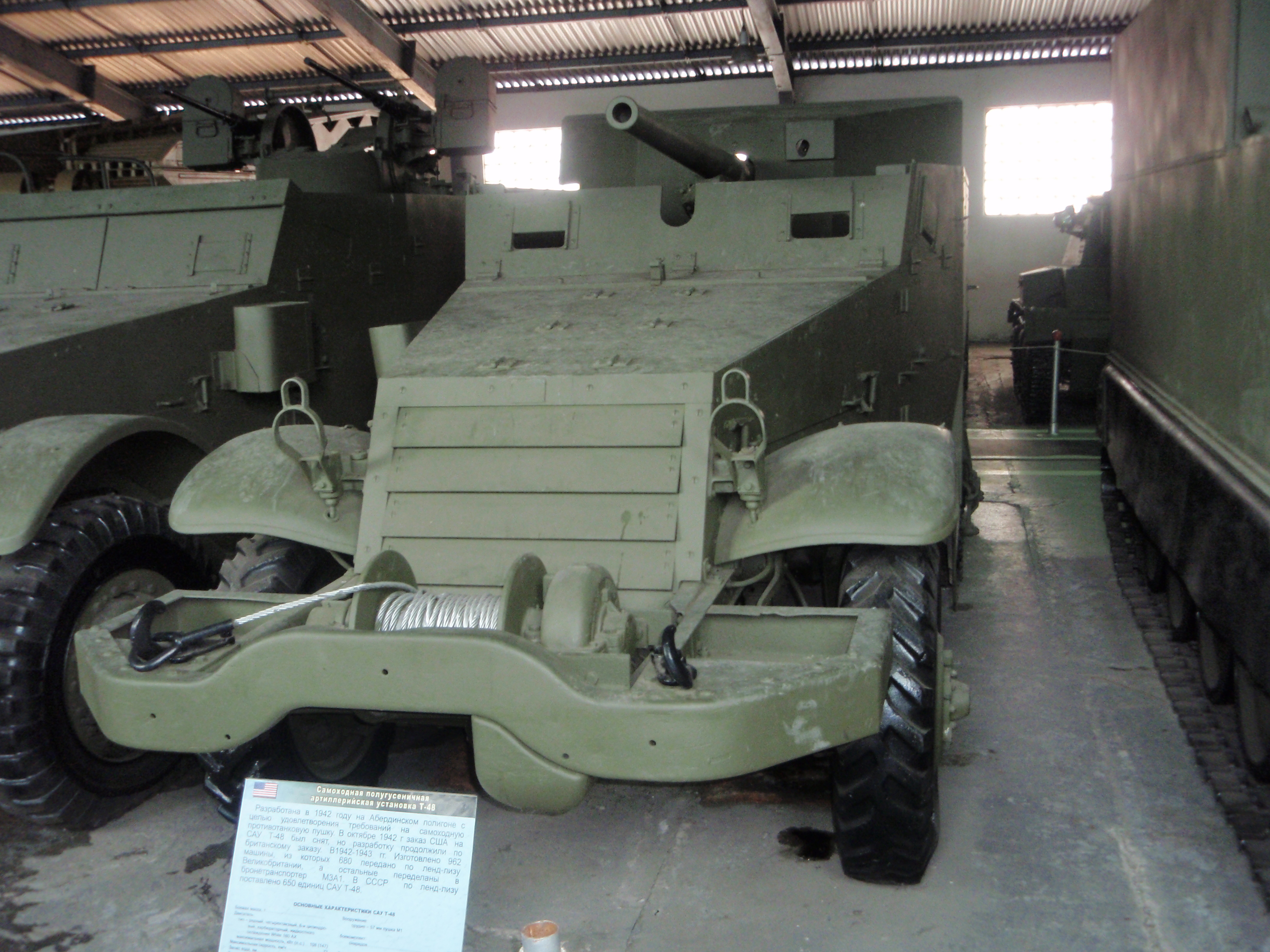
Полугусеничная САУ T-48 на базе M3 в Кубинке